# Конвой № 2022
Конвой № 2022 — японський конвой часів Другої світової війни, проведення якого відбувалось у серпні 1943 року.
Конвой сформували у Рабаулі — головній передовій базі в архіпелазі Бісмарка, з якої японці провадили операції на Соломонових островах та сході Нової Гвінеї. До нього увійшли транспорти «Тагоноура-Мару» (прийняв у Рабаулі 70 японських жінок та дітей) та «Хоккай-Мару», а ескорт складався з мисливця за підводними човнами CH-28.
12 серпня 1943 року кораблі вийшли з Рабаула та попрямували на атол Трук (нині Чуук, східні Каролінські острови), де була головна база японського ВМФ у регіоні. У цей період комунікації архіпелагу Бісмарка ще не стали цілями для авіації, проте на них традиційно активно діяли підводні човни США. Утім, проходження конвою № 2022 відбулося без інцидентів і 17 серпня він прибув на Трук.
Уже в наступному рейсі з Труку «Тагоноура-Мару» буде потоплене підводним човном.